# 阿連特茹大區

深色圖塊為阿連特茹

阿連特茹大區（葡萄牙語：Região do Alentejo；IPA：[ʁɨʒiˈɐ̃w̃ ðo ɐ.lẽ.'tɛ.ʒu]）位於葡萄牙中南部，是葡萄牙七個大區之一。面積26,000平方公里，2001年人口為776,585人。

## 另見
- 阿連特茹的人文與自然景觀（西班牙语：Alentejo）